# Абелян Ованес Артемович
Оване́с Арте́мович Абеля́н (*4 листопада 1865, Шемаха — †1 липня 1936) — вірменський радянський актор, народний артист Вірменської РСР і Азербайджанської РСР (з 1932).

## Сценічна діяльність
Сценічну діяльність почав 1882. З 1925 — актор Єреванського державного драматичного театру. Ованес Абелян відзначався великим артистичним темпераментом.

### Ролі
Найкращі ролі: цар Едіп («Цар Едіп» Софокла), король Лір («Король Лір» В. Шекспіра), Єгор Буличов («Єгор Буличов» М.Горького), Пепо («Пепо» Г.Сундукяна).